# Eucharidium
Eucharidium es un género de plantas con flores con tres especies perteneciente a la familia  Onagraceae. 
Son utilizadas como planta ornamental a causa de ser consideradas muy duraderas.

## Especies seleccionadas
- Eucharidium breweri
- Eucharidium concinnum
- Eucharidium grandiflorum